# Королі Дакії і Тракії

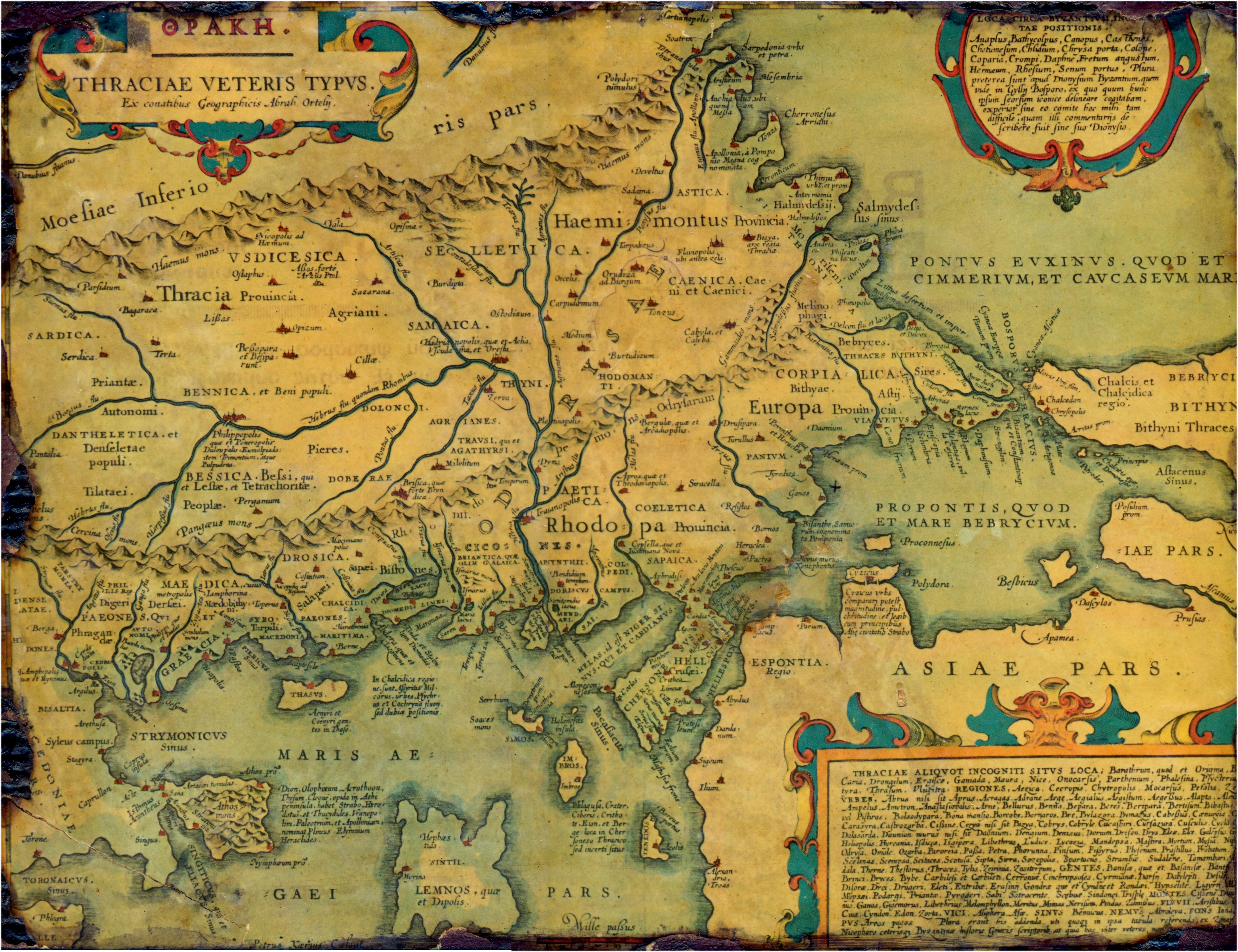
Мапа стародавньої Тракії, складена А. Ортелієм 1585

Королі Дакії і Тракії — правителі території Дакії і Тракії.

У цій статті поданий список королів Дакії і Тракії, а також тракійських, пеонських, кельтських, дакійських, скіфських, перських та давньогрецьких правителів до моменту їх потрапляння під владу Римської імперії, а також легендарні монархи із давньогрецької міфології.

## Легендарні правителі
- Гем — тракійський правитель, син Борея
- Трак — син Ареса
- Тегирій — тракійський правитель, син Гіпоконта
- Евмольп
- Терей — правитель, якого перетворили на одуда
- Фіней — син Агенора Фінікійського
- Полтіс — син Посейдона
- Пиреней
- Гарпалик
- Тояс — засновник Тіани
- Мопс — убив Миріну, королеву амазонок
- Піро — вбитий Тоантом, правителем Етолії
- Рез — союзник троянців
- Кіссей — батько Теани, дружини Антенора
- Діомед — правив бістонами
- Лікург з Едонії
- Еагр — батько Орфея та Ліна
- Орфей — з кіконів
- Поліместор — з бістонів
- Самолсис — з ґетів
- Карнабон — з ґетів, правив коли людям вперше дали зерно
- Пірехм — пайонієць
- Астеропей — паойнієць, союзник троянців.

## Скити
- Спаргапит — правитель Скитії та Агатирсів.

## Перси
- Дарій І — перська сатрапія Скудра 516 р. до н.е.
- Дарій I — Тракію знову підкорив Мардоній у 492 р. до н.е.
- Ксеркс I — правив Тракією з 486 до 479 р. до н.е.

## Незалежні володарі
- Олорус — 5 ст. до н.е.
- Сирмос — правитель трибалів, 4 ст. до н.е.
- Беригай — правитель Пангея
- Дромігет — вождь гетів бл. 300 р. до н.е
- Лангар — вождь агрианів
- Плеврат — вождь тавлантів
- Дегіл — вождь каенів
- Зібемлій — син Дегіла, вождь каенів
- Мостій — вождь каенів
- Абруполій — вождь сапеїв, 2 ст. до н.е.
- Рабоцентій — вождь бессів
- Косінг — вождь і жерець племен кебреніїв і сукеїв
- Ґета — король едонів.

## Ґети
- Карнабон — король ґетів, 5 століття до н.е.
- Котелай — батько Меди Одеської
- NN правитель Істрії згаданий Трогом Помпеєм і Юстином 339 р. до н.е.
- Москон – 3 ст. до н.е
- Дромігет – 3 ст. до н.е
- Салмодегік – 2 ст. до н.е.
- Ргемакс – 2 ст. до н.е.
- Рубобост – 2 ст. до н.е.
- Золт - 200 р. до н.е.
- Орол — 2 ст. до н.е.
- Діком – І ст. до н.е.
- Роул — І ст. до н.е.
- Дапикс – І ст. до н.е.
- Зіракс – І ст. до н.е.
- Буребиста — 82-44 рр. до н.е.
- Десеней – 44-27 р. до н.е.
- Тіамарк — 1 ст. до н. е. Дакійський король (базилевс)
- Котисон – бл. 40-9 р. до н.е.
- Косон
- Комосик – 9 до н.е. - 30 н.е.
- Скорило – бл.30-70 рр. н.е.
- Дурас-Дюрпаней – бл. 69-87 рр.
- Децебал – 87-106 рр.
  - 106 року Дакія стає провінцією Римської імперії, завойованої імператором Траяном.

- Пепорус, правитель костобоків у 2 ст. н.е.
- Тарбус — 2 ст. н.е.

## Пейонійці
- Див.: Пейонія

## Македонці
- Пилип II Македонський, анексував Тракію 341–336 рр. до н.е.
- Олександр Македонський утримує Тракію та придушує повстання 335–323 рр. до н.е.
- Лисимах, один із діадохів, включає Тракію до свого королівства, 323–281 рр. до н.е.
- Пилип V Македонський, контролює всі міста Тракії аж до Геллеспонту 238–179 рр. до н.е.
- Персей Македонський продовжує контролювати частину Тракії, яку залишив йому батько, 212–166 рр. до н.е.

## Кельти
- Церетрій — 280-277 рр. до н. е.
- Критасир
- Батанат зі скордисків

Привителі Тракії
- Комонторій
- Орсоальт
- Керсибул
- Кавар — останній кельтський король, бл. 212 р. до н.е.

## Одриська держава
Одриські правителі, хоча їх титулувались королями (базилевсами) Тракії, ніколи не здійснювали суверенітету над усією Тракією. Контроль територій змінювався залежно від племінних відносин та домовленостей з місцевими вождями. 
- Терес I — син Олоруса, 480-430 рр. до н. е.
- Спарадок — син Тереса I.
- Сіталк — син Тереса I.
- Севт I — син Спаратока, 424-396 рр. до н. е.
- Месад — син Спарадока або Севта I
- Садок — син Сіталка
- Медок I — син Сіталка
- Севт II — син Месада І
- Гебрізелм — син Севта I
- Котис I — Севта II
- Медок II — син Медка І
- Терес II — син Медка II
- Керсеблепт — син Котіса І
- Берисад — син Котіса І
- Кетріпор — син Берисада
- Терес III — син Тереса II (?)
- Севт III — син Керсеблепта.

Севт III, Терес II та (?) Терес III виступали проти Македонської експансії та панування. 

341 р. до н.е. македонська армія завдала поразки тракійським володарям. Ці землі була розділени між тракійськими династами та македонськими володарями, а після 277 року також і кельтами з Тилісу. 
Одриські правителі у східній Тракії
- Котис II  — син Севта III бл. 300 до н.е.
- Райдос — син Котиса II
- Котис III — син Райдоса
- Райскопорід I — син Котиса III, бл. до 212 р. до н.е.

Одриські правителі у внутрішній Тракії
- Терес IV — син Севта III (?) або Тереса III (?), бл. 295 до н.е.
- Севт IV — син Тереса IV (?) або Райскопоріда I
- Терес V — син ? Севта IV, бл. 255 р. до н. е.
- Ройг — син ? Севта IV, похований у гробницы в Казанлиці
- Севт V  — син Ройга
- Медок III — син Севта V, бл. 184 р. до н. е.
- Котис IV — Севт IV або Севта V
- Терес VI — син Медока III, бл. 148 р. до н. е.
- Бітяс — син Котиса IV.
  - близько 120 року до н. е. відбулося поєднання племен одрисів та астеїв в одну державу.

Різні Тракійські місцеві правителі
- Спарток, правитель Кабіли (бл. 295 р. до н. е.)
- Скосток, правитель південної Тракії біля Ена і Сеста (бл. 280-після 273 до н. е.)
- Садалас, правитель біля Месембрії (бл. 275 р. до н. е.)
- Одорос (бл. 280-273 до н. е.)
- Адей, фракійський або македонський правитель біля Кіпсели (бл. 260-240 рр. до н. е.)

Різні неодриські правителі у Тракії
- Абруполь з сапейців, воював з Антігонідом Македонським (до 197-172 рр. до н. е.)
- Аутлесб з каноїв, воював з Котісом IV як римський союзник (бл. 168 до н. е.)
- Дигиліс з каноїв (150-після 144 до н. е.)
- Зібельмій з каноїв, син Дигиліса, убитий (бл. 141 р. до н. е.)
- Сотім з Маеди, союзник Мітрідата VI, вторгся в Римську Македонію (бл. 89 р. до н. е.).

Іллірійські правителі
- Плеврат II (до бл. 250 р. до н. е.)
- Аґрон , син Плеврата II (бл. 250-230 до н. е.)
- Пінн, син Аґрона (230-212 до н. е.)
- Скердилаїд, син Плеврата II (212-206 до н. е.)
- Плеврат III, син Скердилаїда (206-180 до н. е.)
- Генцій (Гентій), син Плеврата III (180-168 до н.е.)

- - 168 р. до н. е. Іллірія була анексована Римською імперією.

Одрисько-Астейське держава
Тут продовжила правити попередня династія Одриської монархії під керівництвом королів, які правили з Бизі у східній Фракії. 
- Котис V, син Бітяса (?-до 87 р. до н. е.)
- Садала I, син Котиса V (87–після 79 до н. е.)
  - Медок (Амадок) IV, одризький князь, посланий на допомогу Суллі в битві при Херонеї 86 р. до н.е.
- Котис VI , син Садала I (57–48 рр. до н. е.)
- Садала II, син Котиса VI (48–42 до н. е.)
- Садала III, син Садала II (42-31 до н. е.)
- Котис VII, син Садала II від Полемократії (31–18 до н. е.)
- Райскопорід II, син Котиса VII від дочки сапейського короля Котіса II, убитий бессами ( 18–11 рр. до н. е.)

- - 11 р. до н. е. Римський імператор Август передав дядьку Райскопорід II по материнській лінії, Сапейському королю Реметалку I, Астейську Тракію, тим самим об’єднавши всю римську Тракію.

Сапейська держава та об'єднана Тракія

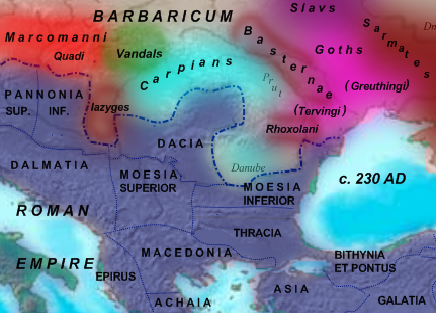
Придунайські Римські провінції

Спочатку Сапейські вожді правили місцевими племенами в Родопському регіоні південної Тракії. Поступово вони збільшили свою владу та вплив і, за римської підтримки стали господарями об'єднаного королівства Тракії з 11 року до нашої ери до римської анексії в 46 році нашої ери. 
- Котіс I, син Реметалка 57–48 до н.е.
- Райскопорід I, син Котіса I, до 48–41 р. до н.е.
- Раск, син Котіса I, співправитель бл. 42 р. до н.е.
- Котіс II, син Райскопоріда I, 42–31 р. до н.е.

Тракія стає об'єднаною державою-клієнтом Риму в 11 р. до н.е. 
- Реметалк I, син Котіса II, 31— 12 р. н.е.; монарх усієї Тракії з 11 р. до н. е.
- Райскопорід II або III, син Котіса II, у західній Фракії, скинутий римським імператором Тиберієм I 12–19 р. н.е.
- Котіс III або VIII, син Реметалка I, правив у східній Фракії, одружився з Антонією Трифеною; убитий своїм дядьком Райскопорідом II
- Реметалк II, син Котіса III і Антонії Трифени, 19-38 р. н.е.
- Котіс IX, син Котіса III і Антонії Трифени, співправитель 19—38 р. н.е.
- Антонія Трифена, співправителька свого сина Реметалка II.

Останні клієнти-правителі Тракії: 
- Реметалк III, син Райскопоріда II, 38-46 р. н.е.; одружився з донькою свого двоюрідного брата, Питодоридою II (донька Котіса III і Антонії Трифени), убитий дружиною за змовою з римлянами.

46 року Тракія анексована Римською імперією при імператорі Клавдії I.